# 이고리 코롤료프
이고리 보리소비치 코롤료프(러시아어: И́горь Бори́сович Королёв, 1970년 9월 6일 ~ 2011년 9월 7일)는 러시아의 전 아이스하키 선수 및 아이스하키 코치였다.
1988년 러시아 슈퍼리그의 HC 디나모 모스크바에서 데뷔했으며, 1992년 NHL 드래프트에서 세인트루이스 블루스의 선택을 받았다. 이후 1994년 위니펙 제츠로 팀을 옮겼으며, 시즌 도중 HC 디나모 모스크바로 복귀했다가 시즌 종료 후 다시 위니펙 제츠로 돌아왔다. 그 뒤 1996년 피닉스 카이오티스에 입단했으며, 시즌 도중 인터내셔널 하키 리그의 미시건 K-윙즈로 이적했다가 시즌 도중 다시 피닉스 로드러너스로 팀을 옮겼다. 이후 시즌 종료 후 토론토 메이플리프스와 계약했으며, 2001년 시카고 블랙호크스에 입단하였다. 그 뒤 2002년 아메리칸 하키 리그의 노퍽 애드미럴즈로 이적했으며, 2003년 시카고 블랙호크스로 복귀하였다. 이후 2004년 로코모티프 야로슬라블에 입단했으며, 시즌 종료 후 메탈루르크 마그니토고르스크와 계약하였다. 그 뒤 2008년 아틀란트 뮈티시치로 팀을 옮겼으며, 시즌 종료 후 로코모티프 야로슬라블로 복귀했다가 시즌 종료 후 은퇴를 선언하였다.
소련 아이스하키 국가대표팀과 러시아 아이스하키 국가대표팀 선수로 활동했으며 소련 대표팀 소속으로 1991년 캐나다컵, 러시아 대표팀 소속으로 1992년 세계 아이스하키 선수권 대회에 출전하였다. 그는 소련 대표로서 11경기, 러시아 대표로서 16경기에 출전했다.
은퇴 이후 2011년 친정팀인 로코모티프 야로슬라블에서 수석 코치로 활동하였다.
2011년 9월 7일 HC 디나모 민스크와의 콘티넨탈 하키 리그 개막전을 치르기 위해 Yak-42를 타고 이동하던 도중 벨라루스 민스크-1 공항에서 2km 떨어진 지점에서 항공 사고가 발생했으며, 코롤료프를 포함한 탑승객 44명이 그 자리에서 사망하였다.

## 같이 보기
- 로코모티프 야로슬라블 비행기 추락 사고